# Zehra Güneş
Zehra Güneş (født 7. juli 1999) er en tyrkisk volleyballspiller .
Hun repræsenterede Tyrkiet ved sommer-OL 2020 i Tokyo , hvor hendes hold blev elimineret i kvartfinalen.